# 5557 Chimikeppuko
5557 Chimikeppuko (1989 CM1) là một tiểu hành tinh vành đai chính được phát hiện ngày 7 tháng 2 năm 1989 bởi Endate và Watanabe ở Kitami.